# Belafonte on Campus
Belafonte on Campus è un album in studio del cantante statunitense Harry Belafonte, pubblicato nel 1967.

## Tracce
1. Roll On, Baby
2. The Hands I Love
3. The Last Thing on My Mind
4. Delia
5. The Far Side of the Hill
6. Waly, Waly (False Love)
7. Sail Away Ladies
8. The First Time Ever I See Your Face
9. Hold On to Me Babe
10. Those Three Are on My Mind
11. The Dog Song